# Мисльнев
Мисльнев (пол. Myślniew) — село в Польщі, у гміні Кобиля Ґура Остшешовського повіту Великопольського воєводства. Населення — 327 осіб (2011).
У 1975—1998 роках село належало до Каліського воєводства.

## Демографія
Демографічна структура станом на 31 березня 2011 року:
|          | Загалом | Допрацездатний вік | Працездатний вік | Постпрацездатний вік |
| -------- | ------- | ------------------ | ---------------- | -------------------- |
| Чоловіки | 175     | 38                 | 121              | 16                   |
| Жінки    | 152     | 35                 | 80               | 37                   |
| Разом    | 327     | 73                 | 201              | 53                   |